# العلاقات الإكوادورية الجنوب سودانية
العلاقات الإكوادورية الجنوب سودانية هي العلاقات الثنائية التي تجمع بين الإكوادور وجنوب السودان.

## مقارنة بين البلدين
هذه مقارنة عامة ومرجعية للدولتين:
| وجه المقارنة                                              | الإكوادور                      | جنوب السودان                  |
| --------------------------------------------------------- | ------------------------------ | ----------------------------- |
| المساحة (كم2)                                             | 283.56 ألف                     | 619.75 ألف                    |
| عدد السكان (نسمة)                                         | 16.62 مليون                    | 12.58 مليون                   |
| الكثافة السكانية (ن./كم²)                                 | 58.61                          | 20.3                          |
| العاصمة                                                   | كيتو                           | جوبا                          |
| اللغة الرسمية                                             | اللغة الإسبانية، كيشوا ‏، شوار ‏ | لغة إنجليزية                  |
| العملة                                                    | دولار أمريكي، سوكري إكوادوري   | جنيه جنوب سوداني، جنيه سوداني |
| الناتج المحلي الإجمالي (بليون دولار)                      | 103.06 مليار                   | 2.90 مليار                    |
| الناتج المحلي الإجمالي (تعادل القوة الشرائية) بليون دولار | 185.24 مليار                   | 22.88 مليار                   |
| الناتج المحلي الإجمالي الاسمي للفرد دولار أمريكي          | 6.21 ألف                       | 73                            |
| الناتج المحلي الإجمالي للفرد دولار أمريكي                 | 11.37 ألف                      | 2.02 ألف                      |
| مؤشر التنمية البشرية                                      | 0.746                          | 0.467                         |
| رمز المكالمات الدولي                                      | +593                           | +211                          |
| رمز الإنترنت                                              | .ec                            | .ss                           |
| المنطقة الزمنية                                           | 00                             | ت ع م+03:00                   |

## منظمات دولية مشتركة
يشترك البلدان في عضوية مجموعة من المنظمات الدولية، منها:
| علم المنظمة | اسم المنظمة                        | تاريخ انضمام الإكوادور | تاريخ انضمام جنوب السودان |
| ----------- | ---------------------------------- | ---------------------- | ------------------------- |
|             | مؤسسة التنمية الدولية              | 7 نوفمبر 1961          | 18 أبريل 2012             |
|             | يونسكو                             | 22 يناير 1947          | 27 أكتوبر 2011            |
|             | وكالة ضمان الاستثمار متعدد الأطراف | 12 أبريل 1988          | 18 أبريل 2012             |
|             | الأمم المتحدة                      | 21 ديسمبر 1945         | 14 يوليو 2011             |
|             | الاتحاد البريدي العالمي            | ?                      | ?                         |
|             | البنك الدولي للإنشاء والتعمير      | 28 ديسمبر 1945         | 18 أبريل 2012             |
|             | الاتحاد الدولي للاتصالات           | 17 أبريل 1920          | 3 أكتوبر 2011             |
|             | مؤسسة التمويل الدولية              | 20 يوليو 1956          | 18 أبريل 2012             |
|             | منظمة الشرطة الجنائية الدولية      | ?                      | ?                         |

## وصلات خارجية
- موقع وزارة الخارجية الإكوادورية
- موقع وزارة الخارجية الجنوب سودانية